# Surface Duo
Surface Duo是微软在2019年10月2日的Surface硬件大会上宣布的一款可折叠雙屏手机，于2020年9月10日正式发布。Surface Duo的设计理念是让用户可以在一个设备上同时进行两项任务，提高效率和灵活性。Surface Duo配备了两个5.6英寸的触摸屏，可以通过360度的铰链以不同的方式折叠和旋转。有别于三星Galaxy Fold和Huawei Mate X等其他类似的折叠屏设备，Surface Duo通過铰链將兩塊屏幕連接在一起。Surface Duo运行安卓系统，可以兼容Google Play商店中的所有应用，并且支持Microsoft 365和其他微软服务。Surface Duo还有一款专用的笔，可以用来书写、绘画和注释。该设备是Surface系列产品中第一款不运行Windows操作系统的设备，也是微软在Windows Mobile和Windows Phone系列产品停止开发后的第一款手机产品。

## 产品配置

### 硬件
| 尺寸 | CPU                                  | GPU                       | RAM      | 內部存儲             |
| ---- | ------------------------------------ | ------------------------- | -------- | -------------------- |
| 5.6" | Qualcomm® Snapdragon™ 855 雙屏優化版 | Qualcomm® Adreno™ 640 GPU | 6GB DRAM | 128GB或256GB UFS 3.0 |

Surface Duo的硬件配置如下：
- 处理器：高通骁龙855（7nm）
- 内存：6GB RAM
- 存储：128GB或256GB UFS 3.0
- 屏幕：两个5.6英寸的AMOLED触摸屏，分辨率为1800 x 2700像素，可折叠成一个5.6英寸的4:3屏幕
- 摄像头：1100万像素，f/2.0，23mm（广角），支持4K视频录制
- 电池：3577mAh，支持18W快充
- 指纹识别：侧面指纹传感器
- 网络：支持GSM / HSPA / LTE，Nano-SIM和eSIM
- 连接：Wi-Fi 802.11 a/b/g/n/ac，双频，Wi-Fi Direct，蓝牙5.0，USB Type-C 3.1
- 传感器：双加速度计，双陀螺仪，距离感应器，双指南针
- 配件：支持Surface Pen触控笔

### 软件
Surface Duo运行Android 10，可升级到Android 11和Android 12 L；支持Play商店中的所有应用，以及Microsoft 365和其他微软服务。
用户可以在这款手机的两个屏幕上同时运行不同的应用，支持拖放、旋转、折叠等多种操作方式，部分应用可以跨屏显示。使用主摄像头作为自拍摄像头，可以在两个屏幕上同时拍摄和预览照片和视频。
铰链具有360度旋转能力，通过将两块屏幕旋转到不同的角度，可以折叠成如下模式：
- 书本模式：Book mode，可以在两个屏幕上同时运行不同的应用，或者将一个应用跨屏显示，提高效率和灵活性
- 帐篷模式：Tent mode，可以将Surface Duo折叠成一个帐篷的形状，方便观看视频或进行视频通话
- 单屏模式：Single-screen mode，可以将一个屏幕折叠到后面，使用另一个屏幕进行电话或拍照等操作

## 媒体评价
The Verge在2020年9月对Surface Duo进行了评测，给出了6分的评分。评测认为Surface Duo有创新的双屏设计和轻薄的硬件，可以同时运行两个应用，提高了使用的效率和灵活性；也有轻薄的硬件，方便携带和使用。另外这款设备电池寿命不错，可以持续一整天的使用。但是摄像头很糟糕，拍照效果差；软件故障太多，触摸延迟严重，界面卡顿、应用崩溃。他们还批评了这款手机缺少NFC和5G的支持，内存大小对于一款主打多任务处理的设备来说也显得不足。而且这款手机的价格太高。评论认为Surface Duo有一些很有远见和潜力的地方，但是实现得很糟糕，不符合大多数人的需求和期待。
iFixit对Surface Duo进行了分解，给出了2分的维修性评分。分解指出Surface Duo有轻薄的硬件，双屏的设计，以及两个电池。iFixit认为Surface Duo的维修性很差，因为屏幕很难更换，电池很难拆卸，内部组件很多是胶水粘合的。